# Бибикова, Валентина Ивановна
Валентина Ивановна Бибикова (в дев. Зубарева) (18 июня [1 июля] 1913, Орлов, Вятская губерния — 13 июля 1993) — советский и украинский учёный-палеонтолог, археолог, специалист по ископаемым птицам и млекопитающим Украины.
Описала новые для науки виды ископаемых плиоценовых птиц:
- Дрофиные (Gryzaja odessana Zubareva, 1939).
- Марабу (Leptoptilos pliocenicus Zubareva 1948).

## Биография
Родилась 1 июля 1913 года в городе Орлов, Вятская губерния, Российская империя.
В 1932—1936 годах училась на кафедре зоологии позвоночных биологического факультета Московского университета, где её научным руководителем был В. И. Цалкин.
С 1937 года работала в Киевском в Институте зоологии АН УССР, в секции палеозоологии, которой руководил И. Г. Подопличко.
Изучада ископаемых плиоценовых птиц из Одесских катакомб.
В 1941—1943 годах работала в Институте защиты растений, организованном оккупационными властями в помещении Института зоологии. В 1943—1944 годах жила в селе Казацкое Черниговской области.
После возобновления работы Института зоологии в 1944 году вернулась к работе в учреждении. В 1944—1946 годах также преподавала курс «палеонтология позвоночных» на географическом факультете Киевского университета. В 1948 году защитила диссертацию на тему: «Реконструкция стада ископаемых зубров».
В 1950 году переехала к мужу в Ленинград, где участвовала в экспедициях и обрабатывала материалы по плейстоценовым отложениям.
В 1956 году супруги переехали в Киев, продолжила работу в Институт зоологии АН УССР и в Палеонтологической коллекции Центрального научно-природоведческого музея АН УССР.
Скончалась 13 июля 1993 года[где?].

## Семья
Мужья:
1. Пидопличко, Иван Григорьевич — геолог четвертичник.
2. Бибиков, Сергей Николаевич (с 1950) — археолог. Сын — Андрей.